# Wladislaw Dmitrijewitsch Kamenew
Wladislaw Dmitrijewitsch Kamenew (russisch Владислав Дмитриевич Каменев; englische Transkription: Vladislav Dmitriyevich Kamenev; * 12. August 1996 in Orsk) ist ein russischer Eishockeyspieler, der seit Oktober 2021 beim HK ZSKA Moskau aus der Kontinentalen Hockey-Liga (KHL) unter Vertrag steht. Zwischen 2015 und 2020 war der linke Flügelstürmer in der National Hockey League (NHL) für die Nashville Predators und Colorado Avalanche aktiv.

## Karriere
Wladislaw Kamenew begann seine Karriere als Eishockeyspieler in der Nachwuchsabteilung von HK Metallurg Magnitogorsk. In der Saison 2013/14 debütierte er in der Kontinentalen Hockey-Liga (KHL). Der Flügelspieler wurde im NHL Entry Draft 2014 in der zweiten Runde als insgesamt 42. Spieler von den Nashville Predators aus der National Hockey League ausgewählt. Im selben Jahr wurde er beim CHL Import Draft von den Remparts de Québec aus der Ligue de hockey junior majeur du Québec an insgesamt zweiter Position gezogen.
Im Juli 2015 wurde er von den Nashville Predators per Dreijahres-Einstiegsvertrag verpflichtet und war seit Beginn der Spielzeit 2015/16 für deren Farmteam, die Milwaukee Admirals, in der American Hockey League aktiv. Am 6. Januar 2017 debütierte Kamenew in der National Hockey League (NHL). Im November 2017 wurde der Russe allerdings im Rahmen eines größeren Tauschgeschäfts samt Samuel Girard sowie einem Zweitrunden-Wahlrecht für den NHL Entry Draft 2018 an die Colorado Avalanche abgegeben. Im Gegenzug erhielt Nashville Kyle Turris von den Ottawa Senators, die ihrerseits Andrew Hammond, Shane Bowers sowie ein Erstrunden-Wahlrecht im Draft 2018 und ein Drittrunden-Wahlrecht im NHL Entry Draft 2019 nach Colorado schickten und damit im Endeffekt Matt Duchene verpflichteten.
Nach fünf Jahren in Nordamerika kehrte Kamenew im September 2020 in seine russische Heimat zurück, indem er sich dem SKA Sankt Petersburg aus der KHL anschloss. Dort spielte der Stürmer etwas länger als ein Jahr, ehe er Mitte Oktober 2021 gemeinsam mit Jegor Spiridonow und im Tausch für Walentin Sykow zunächst zum Ligakonkurrenten HK Sibir Nowosibirsk transferiert wurde. Ohne jedoch ein Spiel für Sibir zu bestreiten, wechselte Kamenew nur drei Tage später zum Armeesportklub HK ZSKA Moskau, mit dem er am Saisonende den Gewinn des Gagarin-Pokals sowie der russischen Meisterschaft feiern konnte. Diesen Erfolg konnte er 2023 wiederholen.

### International
Für Russland nahm Kamenew im Juniorenbereich an der World U-17 Hockey Challenge 2013, dem Ivan Hlinka Memorial Tournament 2013, der U18-Junioren-Weltmeisterschaft 2014 sowie den U20-Junioren-Weltmeisterschaften 2015 und 2016 teil.
Nachdem Kamenew im Rahmen der Saison 2014/15 der Euro Hockey Tour für die russische Nationalmannschaft debütiert hatte, nahm er mit der Weltmeisterschaft 2021 an seinem ersten internationalen Turnier teil.

## Erfolge und Auszeichnungen
- 2014 KHL-Rookie des Monats September
- 2016 Teilnahme am AHL All-Star Classic
- 2022 Gagarin-Pokal-Gewinn und Russischer Meister mit dem HK ZSKA Moskau
- 2023 Gagarin-Pokal-Gewinn und Russischer Meister mit dem HK ZSKA Moskau

### International
- 2013 Silbermedaille bei der World U-17 Hockey Challenge
- 2015 Silbermedaille bei der U20-Junioren-Weltmeisterschaft
- 2016 Silbermedaille bei der U20-Junioren-Weltmeisterschaft

## Karrierestatistik
Stand: Ende der Saison 2023/24

### International
| Vertrat Russland bei: - World U-17 Hockey Challenge 2013 - Ivan Hlinka Memorial Tournament 2013 - U18-Junioren-Weltmeisterschaft 2014 | - U20-Junioren-Weltmeisterschaft 2015 - U20-Junioren-Weltmeisterschaft 2016 | Vertrat das Russian Olympic Committee bei: - Weltmeisterschaft 2021 |

(Legende zur Spielerstatistik: Sp oder GP = absolvierte Spiele; T oder G = erzielte Tore; V oder A = erzielte Assists; Pkt oder Pts = erzielte Scorerpunkte; SM oder PIM = erhaltene Strafminuten; +/− = Plus/Minus-Bilanz; PP = erzielte Überzahltore; SH = erzielte Unterzahltore; GW = erzielte Siegtore; 1 Play-downs/Relegation; Kursiv: Statistik nicht vollständig)